# Зоряні рейнджери (роман)
Зоряні рейнджери (англ. Star Rangers) — науково-фантастичний роман американської письменниці Андре Нортон, вперше опублікований 1953 року.
Перша книга серії «Центральний контроль»; подає історію галактичної імперії через історію Землі.

## Зміст
Перша галактична імперія розпадається, а дрібні тирани створюють власні вотчини. Недалеко від краю Імперії агент Центрального контролю намагається позбутися Зоряного патруля, останнього захисника закону та порядку в імперії, відправляючи його на пошуки втрачених зоряних систем. У центрі цієї історії корабель-розвідник  Зоряне Полум'я (англ. Starfire).
Зоряний патруль складається із офіцерів Патруля (виключно людей) та рейнджерів, які виконують накази Патрульних та діють на поверхні планет; вони здебільшого є представниками інших рас.
Серед людей живе кілька видів інопланетян. Їх узагальнено називають «Беммі» (англ. Bemmies, від BEM, скорочення від Bug-Eyed Monster).
Типи інопланетян у цій історії включають:
- закатани, рептилії з планети Закан;
- трістіани, птахи, вкриті пір'ям, дуже легкі та спритні;
- фальтаріанець, який походить від темного Фальтара і чутливий до світла;
- агератанин, гуманоїд з Агерату. (Термін «Агератан», мабуть, походить із нещодавно переглянутого тексту; у виданнях, опублікованих до 1970-х років, ці люди були арктуріанцями, людьми з Арктура Третього.)

У 8054 році корабель Зоряне Полум'я розбився в пустелі на планеті, схожій на Землю. Атмосфера планети, гравітація та сонячне випромінювання майже ідеальні для рейнджерів і патрульних. При первинному огляді ознак цивілізації немає. Поховавши своїх мертвих, ті, що вижили, розбили табір у лісі біля річки.
Одної ночі вартовий рейнджер помічає в небі промінь маяка. Рейнджер-сержант Картр і рейнджер Ролт їдуть на повітряному катері на розвідку. Вони знаходять покинуте місто, освітлене, ніби воно є населеним. Там вони зустрічають Джойда Куммі, лорда віце-сектору Агератана, який прибув до міста з майже двома сотнями людей з пасажирського корабля, який здійснив аварійну посадку неподалік.
Всупереч пораді Картра старший офіцер патруля вирішує, що патрульні та рейнджери переїдуть до міста та приєднаються до інших біженців. Не довіряючи Куммі, рейнджери поселяються у вежі, ізольованій від будівель, які займають пасажири та екіпаж лайнера. Незабаром Картр та інші виявляють, що в диктатурі Куммі не все добре.
Натхненні прибуттям патруля, повстанці починають повстання, і рейнджери втягуються в бій. Завдяки своєму досвіду патрульні та рейнджери допомагають повстанцям перемогти в битві. Куммі тікає з міста, взявши телепатичний контроль над тілом Картра та використовує його, щоб управляти повітряним катером рейнджерів.
Картр прокидається на землі під час зливи. Патрульні та рейнджери, що вижили, незабаром знаходять його та забирають у свій новий табір. Через кілька днів Картр і його друг із Закатана шукають Куммі. У пустелі вони рятують пораненого хлопчика і відвозять його до табору свого клану, де Картру належить протистояти Куммі. Під час битви Куммі вмирає від жахливої хвороби, яку він поширив на тубільців.
Картр та інші біженці вирішують уникати тубільців, щоб вони не поширювали ще більше хвороб. Не маючи більше нічого робити та слабку надію знайти неушкоджений космічний корабель, вони вирушили на пошуки місця зустрічі богів, про яке тубільний хлопчик згадав Картру. Коли вони приходять до того священного місця, то бачать будівлю, яка виглядає так само, як Місце вільних планет у столиці Імперії, але набагато старше. Усередині будівлі вони знаходять легендарну, майже міфічну Залу Прощань і розуміють, що планета, на якій вони стоять, є Терра Сонця, стара Земля, первісний дім людства.
Коли вони дивуються знахідці, до них приєднується група біженців із бази Зоряного патруля, яку знищили пірати. Як старший офіцер, Картр просить проголосувати за те, чи повернутися в місто чи спробувати жити в пустелі. Люди одноголосно голосують за новий початок, і Картр веде їх у майбутнє.